# Spermophorides selvagensis
Spermophorides selvagensis is een spinnensoort uit de familie trilspinnen (Pholcidae). De soort komt voor op de Ilhas Selvagens.